# ラバト (ゴゾ)
ラバト （マルタ語: Ir-Rabat）は、マルタ共和国のゴゾ島にある都市。人口は6,901人（2014年）。マルタ島のラバトと区別するため「ヴィクトリア」という呼び名も広く使われる。ゴゾ島の中心的な都市である。

## 歴史
ラバトの歴史は古く、古代から集落が形成されていたことが確認されている。紀元前2世紀からローマ人の町として栄えていた。町の北側の高台が最も古い地区で、海賊の襲撃から身を守るため比較的安全な丘の上が選ばれたと推定されている。中世以降は聖ヨハネ騎士団が島の統治者となり防衛力が強化された。オスマン帝国軍に対抗するため本格的なシタデルに改築する試みがあったが、費用を調達出来ず北面は未完成となっている。キリスト教を布教していたパウロが捕えられてローマに移送中に遭難しマルタに漂着、ラバトにあった洞窟に幽閉されたと伝えられ、その洞窟の上に聖パウロ教会が建てられていて、キリスト教徒の巡礼地の一つとなっている。
1887年、ヴィクトリア女王の在位50周年ゴールデン・ジュビリーのおりにイギリス政府から「ヴィクトリア」の地名が与えられた。

## 観光
- ラバト城塞：ラバト観光の中心となる施設。修復工事が継続的に行われている[2]。

- ヴィラ・ランドル庭園：ラバトを代表する都市公園。
- 聖パウロ教会：1783年完成。祈りを捧げるために訪れたローマ教皇も多い。

## ギャラリー

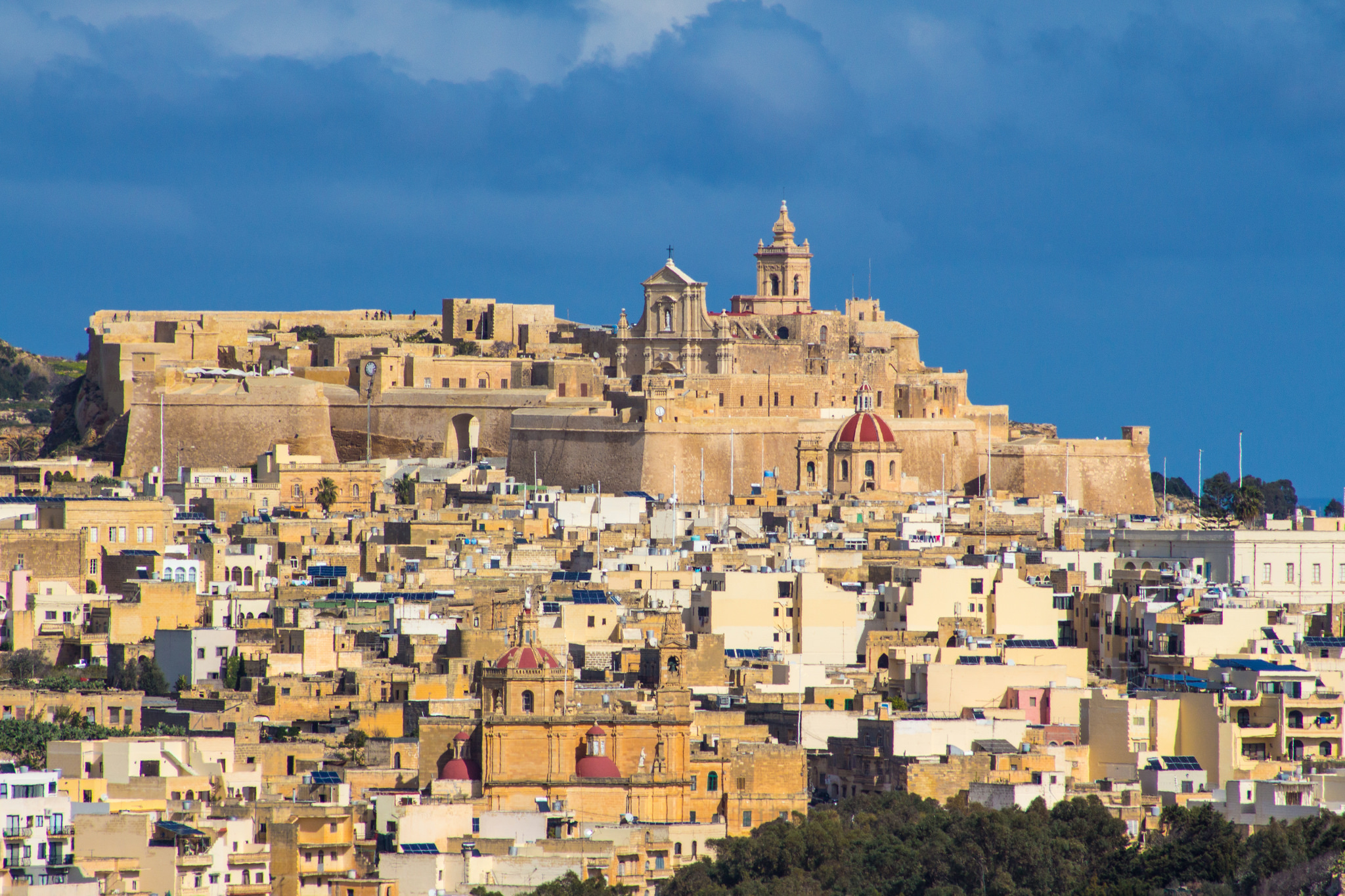
ラバト城塞
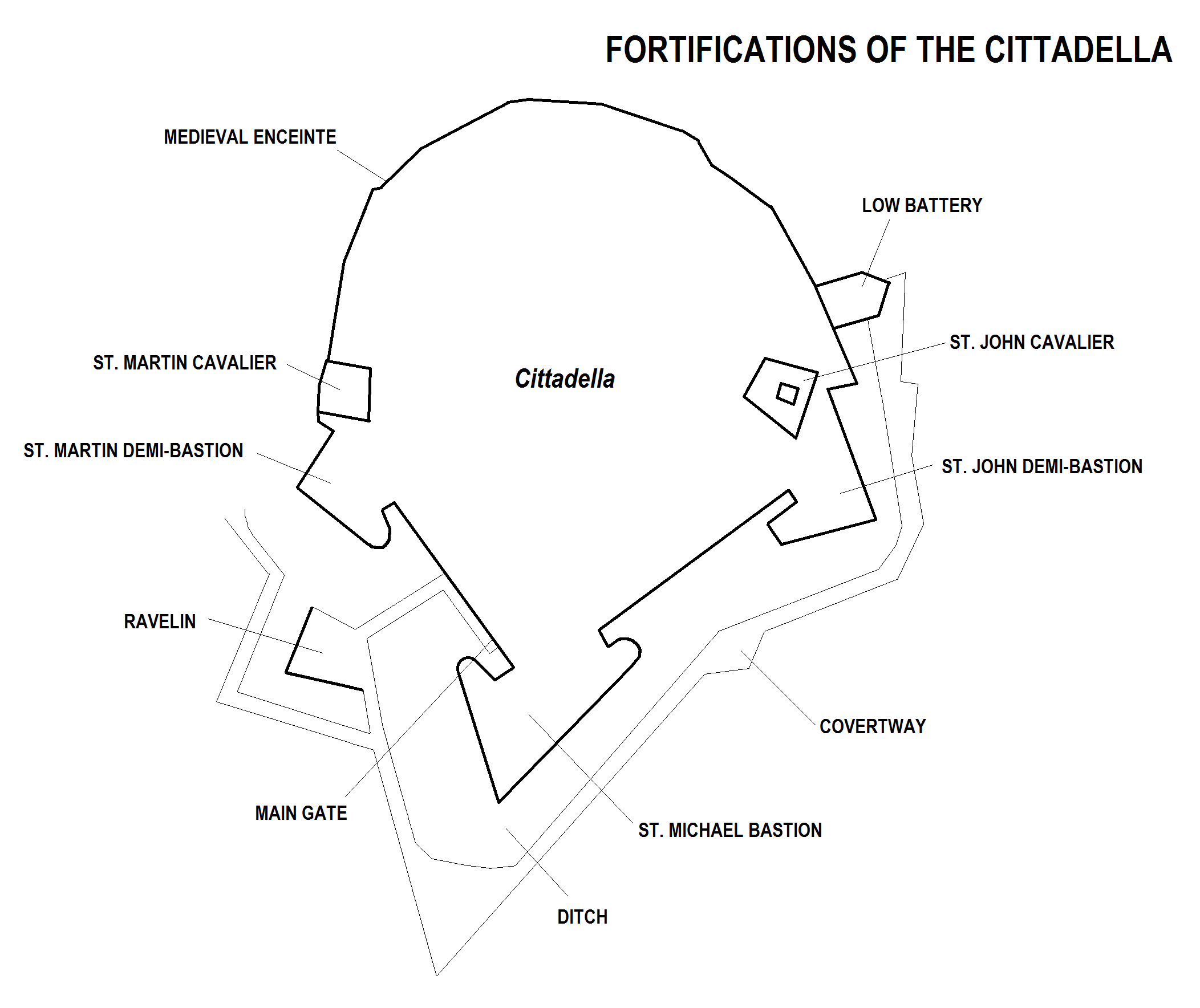
平面図
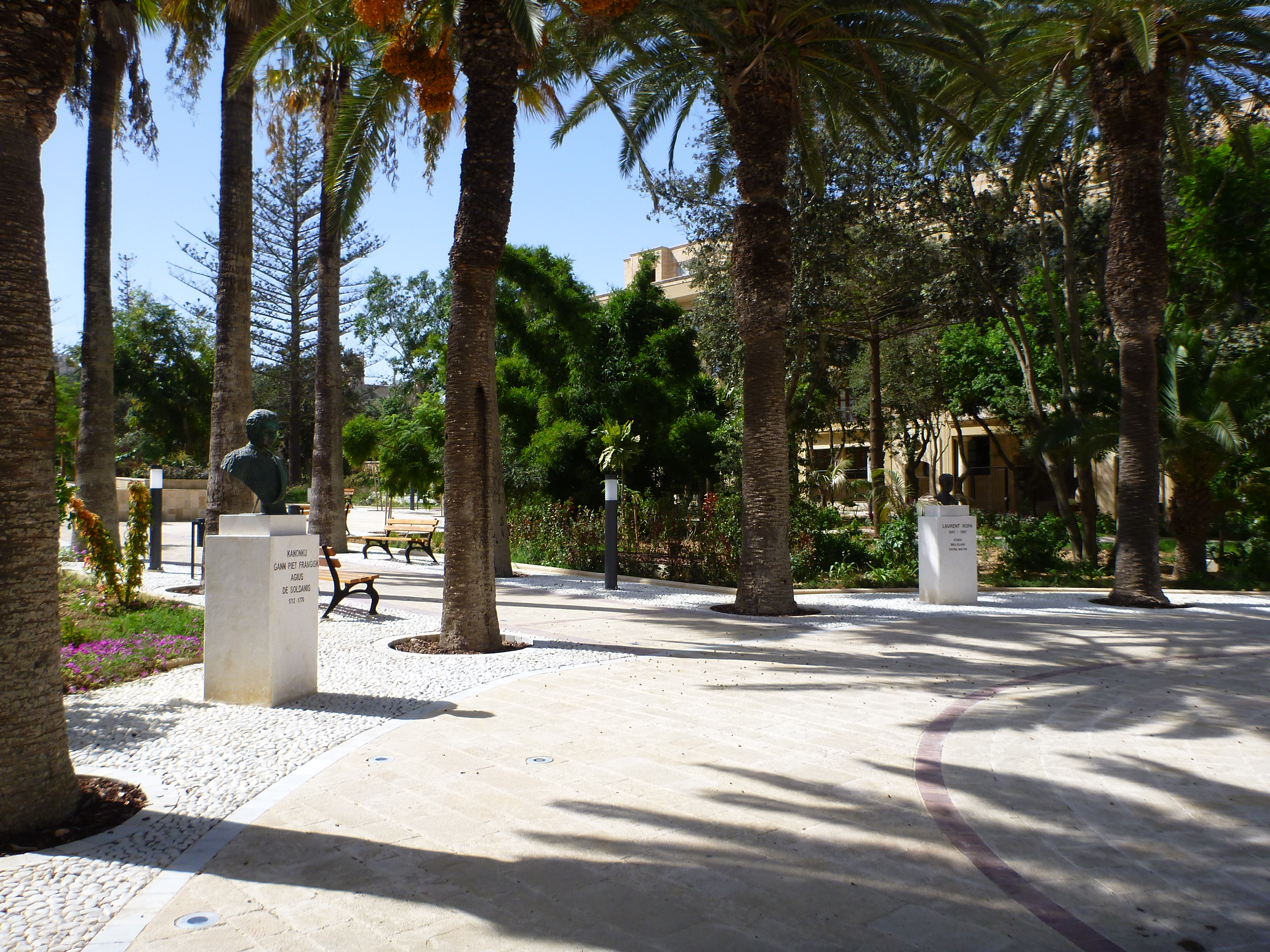
ヴィラ・ランドル庭園